# برايان هينان
برايان هينان (بالإنجليزية: Brian Heenan)‏ هو كاهن كاثوليكي أسترالي، ولد في 4 أغسطس 1937 في بريزبان في أستراليا.